# Kim Min-jong

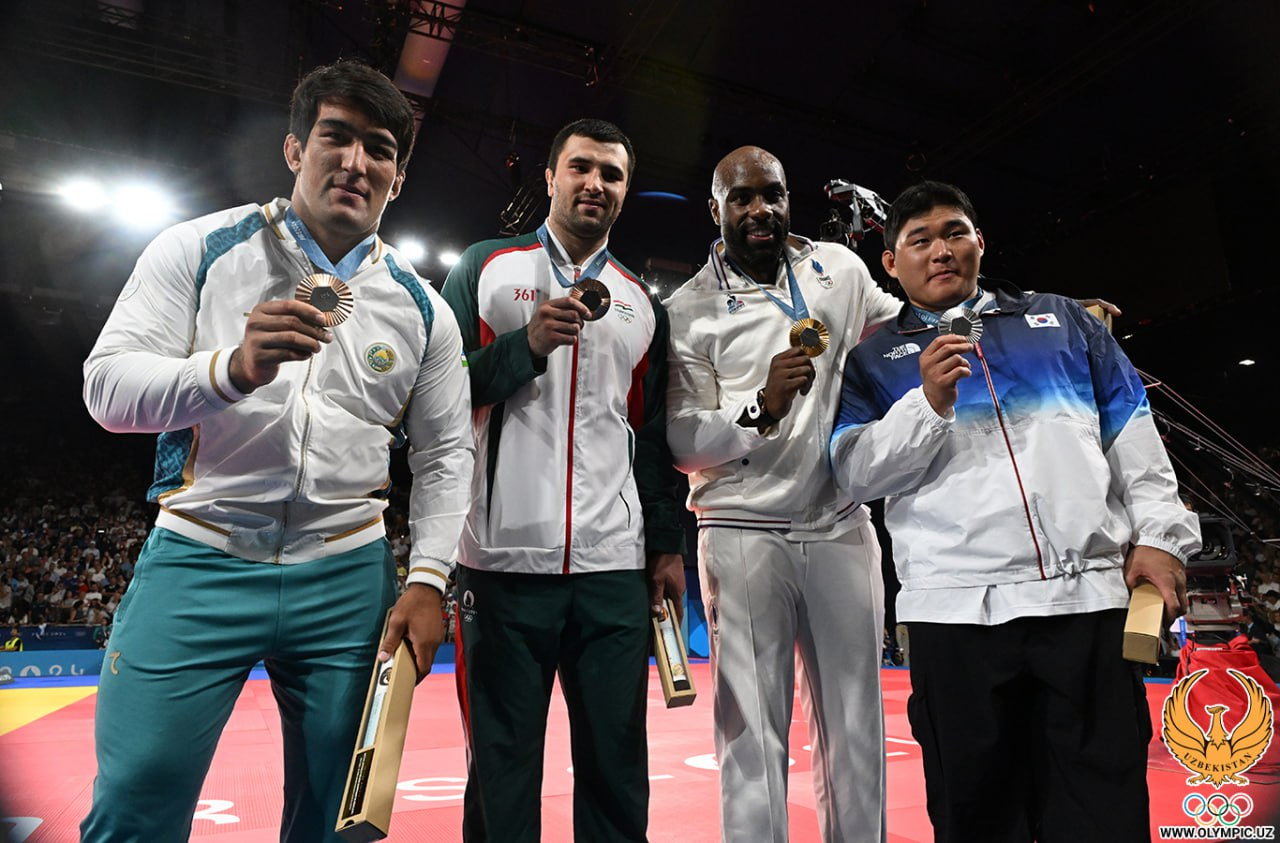
Die olympischen Medaillengewinner 2024 von links nach rechts: Alisher Yusupov, Temur Rahimow, Teddy Riner und Kim Min-jong.

Kim Min-jong (* 1. September 2000 in Seoul) ist ein südkoreanischer Judoka. Er war 2019 und 2022 Weltmeisterschaftsdritter im Schwergewicht, der Gewichtsklasse über 100 Kilogramm. 2024 wurde er Weltmeister und Olympiazweiter.

## Sportliche Karriere
Kim siegte 2016 bei den U18-Asienmeisterschaften, 2017 und 2018 gewann er den Titel bei den U21-Asienmeisterschaften. 2017 erkämpfte er außerdem die Goldmedaille bei den Kadettenweltmeisterschaften. 2018 siegte er in der Erwachsenenklasse bei den Asien Open in Hongkong, 2019 gewann er den Grand Prix von Hohhot. Bei der Universiade 2019 in Neapel unterlag er im Halbfinale dem Russen Ruslan Schachbasow und erhielt am Ende eine Bronzemedaille. Bei den Weltmeisterschaften 2019 in Tokio bezwang er im Achtelfinale den Deutschen Johannes Frey und im Viertelfinale den Brasilianer David Moura. Nach seiner Halbfinalniederlage gegen den Tschechen Lukáš Krpálek sicherte sich Kim durch einen Sieg über den Brasilianer Rafael Silva eine Bronzemedaille. Anderthalb Monate später unterlag er im Viertelfinale der Junioren-Weltmeisterschaften dem Ungarn Richárd Sipőcz, nach zwei Siegen in der Hoffnungsrunde erhielt Kim auch hier eine Bronzemedaille. Bei den Olympischen Spielen in Tokio schied er im Achtelfinale gegen den Japaner Hisayoshi Harasawa aus. 2022 gewann Kim eine Bronzemedaille bei den Weltmeisterschaften in Taschkent. Bei den 2023 ausgetragenen Asienspielen 2022 in Hangzhou gewann er die Bronzemedaille. Im April 2024 wurde Kim Zweiter der Asienmeisterschaften, wobei er im Finale gegen den Japaner Hyōga Ōta unterlag. Einen Monat später bei den Weltmeisterschaften in Abu Dhabi bezwang er im Halbfinale den Tschechen Lukáš Krpálek und im Finale den Georgier Guram Tuschischwili. Bei den Olympischen Spielen 2024 in Paris gewann er die Silbermedaille. Mit dem Mixed-Team wurde er Dritter.